# Chhuikhadan
Chhuikhadan è una suddivisione dell'India, classificata come nagar panchayat, di 6.418 abitanti, situata nel distretto di Rajnandgaon, nello stato federato del Chhattisgarh. In base al numero di abitanti la città rientra nella classe V (da 5.000 a 9.999 persone).

## Geografia fisica
La città è situata a 21° 31' 60 N e 80° 58' 60 E e ha un'altitudine di 336 m s.l.m..

## Società

### Evoluzione demografica
Al censimento del 2001 la popolazione di Chhuikhadan assommava a 6.418 persone, delle quali 3.191 maschi e 3.227 femmine. I bambini di età inferiore o uguale ai sei anni assommavano a 783, dei quali 400 maschi e 383 femmine. Infine, coloro che erano in grado di saper almeno leggere e scrivere erano 4.569, dei quali 2.526 maschi e 2.043 femmine.